# Fairey Gannet AEW.3
Fairey Gannet AEW.3 byl vyvinut z protiponorkového letounu Fairey Gannet jako palubní letoun včasné výstrahy na letadlových lodích Royal Navy. Byl zaveden do služby v roce 1959 jako dočasná náhrada zastaralého Douglas A-1 Skyraider až do zavedení nového letounu včasné výstrahy. Nový stroj ale nebyl nikdy vyvinut a Fairey Gannet AEW.3 zůstal ve službě až do vyřazení poslední letadlové lodi, ze které operoval (HMS Ark Royal, vyřazena v roce 1978).

## Vývoj

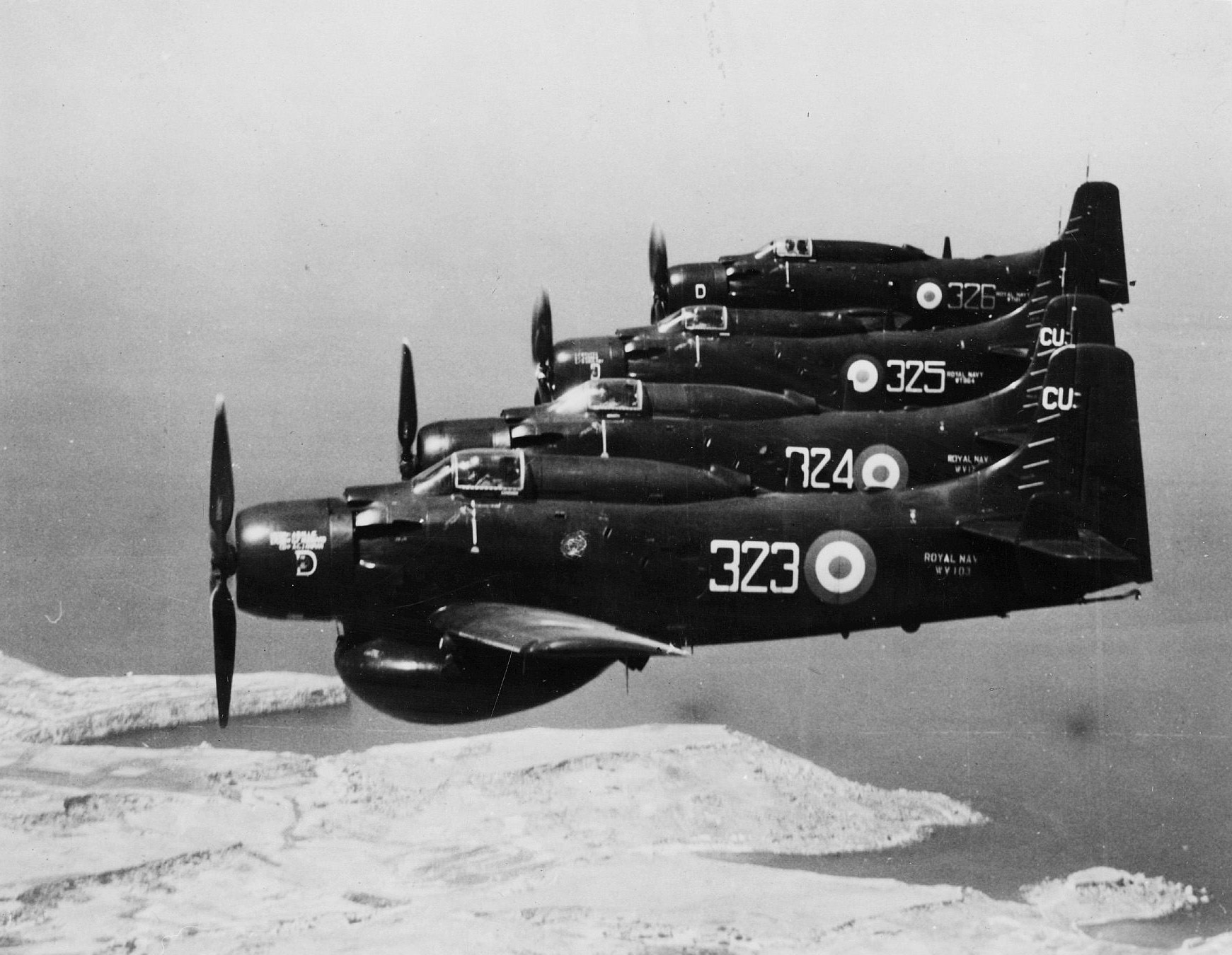
Letouny včasné výstrahy Douglas Skyraider squadrony č. 849 z Culdrose

Koncem 50. let provozovala Royal Navy v roli letounů včasné výstrahy stále ještě pístové letouny Douglas A-1 Skyraider AEW, zavedené do služby v roce 1951. Jednalo se ale o konstrukci z druhé světové války a tedy již zastaralou. Vhodný náhradník se jevil nově vybraný nový protiponorkový letoun Fairey Gannet jen s minimem změn. To vedlo i k využití radaru AN/APS-20, použitého už na původním Douglas A-1 Skyraider AEW.

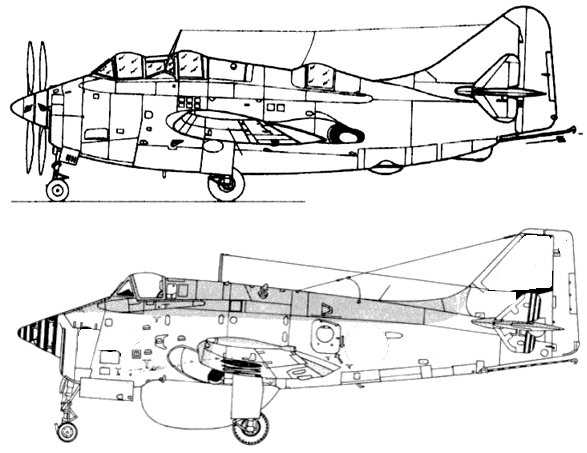
Srovnání verzí ASW a AEW

Prvotní instalace krytu radaru pod trupem znamenala, že drak letounu byl příliš nízko nad zemí a byla potřeba zásadní přestavba trupu. Došlo k odstranění kabiny pozorovatele a vytvoření nové kabiny v trupu, přístupné přes dvojici poklopů u odtokové hrany křídla. To vedlo i k přeložení výfuků k náběžné hraně. Plocha svislého stabilizátoru byla zvětšena z důvodu vyrovnání nestability způsobené krytem radaru. Prodloužení podvozku zvětšilo výšku letounu o 1 m a dalo letadlu rovnější postoj než protiponorkové verzi.
Díky těmto radikálním změnám padl v prosinci 1954 i návrh na přejmenování stroje na Fairey Albatross, protože stroj už neměl mnoho společného s původní protiponorkovou variantou. V době zavádění ASW.3 však byla protiponorková verze již vyřazována čímž se předešlo případným nejasnostem.

## Uživatelé
- Spojené království
  - Fleet Air Arm

## Specifikace

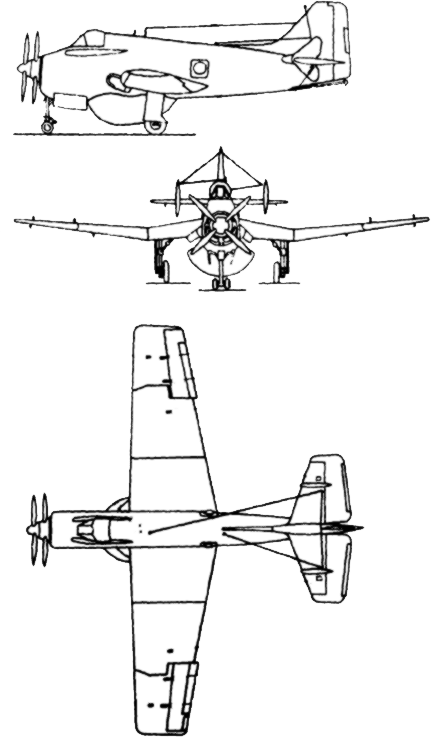
Třípohledový nákres - Gannet AEW.3

### Technické údaje
- Osádka: 3
- Délka: 13,41 m
- Rozpětí křídla: 16,56 m
- Výška na zemi: 5,13 m
- Nosná plocha: 45.5 m²
- Hmotnost prázdného letounu: 6 835 kg
- Vzletová hmotnost :
- Plošné zatížení křídla:
- Pohonné jednotky: 1 × turbovrtulový Armstrong Siddeley Double Mamba ASMD 4 o výkonu 2890 kW (3929 k)
- Poměr tahu a hmotnosti:

### Výkony
- Maximální rychlost: 402 km/h
- Dolet: 1 127 km
- Dostup:
- Výzbroj: